# 2ª Brigata mobile carabinieri
La 2ª Brigata mobile carabinieri è una unità militare dell'Arma dei carabinieri, dipendente dalla Divisione unità mobili carabinieri, con propensione all'impiego estero, secondo le direttive del ministero della difesa.

## Storia
È stata costituita nel 2001, dopo che l'Arma, con l'emanazione del D. Lgs. 5 ottobre 2000, n. 297, era stata elevata al rango di forza armata consentendo la partecipazione alle missioni militari italiane all'estero, non più esclusivamente con funzioni di polizia militare. Nella brigata furono integrati i reparti per l'impiego all'estero. Le prime unità furono il 15 settembre 2001 i neocostituiti 7º e 13º Reggimento.
Quindi vi fu il 1º Reggimento paracadutisti "Tuscania" che nel 2002 lasciò la brigata "Folgore" dell'esercito.

## Compiti
La brigata ha la responsabilità di:
- organizzare la partecipazione e la condotta alle missioni militari all'estero per ristabilire e mantenere la pace e la sicurezza nei teatri nei quali il reparto è chiamato ad intervenire;
- provvedere alla ricostruzione ed al ripristino dei corpi di polizia locali nelle aree teatro di operazioni delle Forze armate italiane con attività di addestramento, consulenza, assistenza e osservazione secondo quanto promosso dalla comunità internazionale o in base ad accordi internazionali;
- assicura le funzioni di polizia militare presso le grandi unità multinazionali.

## Organizzazione
- Comando
  - Stato maggiore
  - centro addestramento
  - servizio amministrativo
  - reparto supporti
- 7º Reggimento carabinieri "Trentino-Alto Adige", reparto mobile con propensione all'impiego estero, con sede in Laives (BZ);
- 13º Reggimento carabinieri "Friuli-Venezia Giulia", reparto mobile con propensione all'impiego estero, con sede in Gorizia;
- 1º Reggimento carabinieri paracadutisti "Tuscania", con sede in Livorno; reparto paracadutisti con propensione all'impiego estero;
- Gruppo di intervento speciale (GIS), operazioni speciali e antiterrorismo.
- Reparto CC paracadutisti per la Sicurezza delle Rappresentanze diplomatiche a rischio

Attraverso le unità dipendenti, costituisce l'asse portante delle Multinational Specialized Unit (MSU), reggimenti costituiti per le missioni militari delle forze armate italiane all'estero.
La brigata ha la capacità di schierare due/tre unità MSU a livello di reggimento o, in alternativa, due battaglioni di polizia militare ed un gruppo tattico di paracadutisti.

### Comandanti
Dal 19 settembre 2023 il Comandante è il generale di brigata Gianluca Feroce.
- generale di brigata Leonardo Leso (2001-2005)
- generale di brigata Silvio Ghiselli  (2005-2011)
- generale di brigata Sebastiano Comitini (2011-2017)[3]
- generale di brigata Antonio Jannece (2017-2019)
- generale di brigata Stefano Iasson (2019-2023)
- generale di brigata Gianluca Feroce (2023)

## Attività in Italia
Personale della brigata è stato impiegato nelle Compagnie di contenimento e intervento risolutivo, (CCIR), durante la riunione del G8, a Genova, da giovedì 19 luglio a domenica 22 luglio 2001, per contrastare il disordine durante i fatti del G8 di Genova.

## Attività all'estero
Attraverso unità dipendenti, forma il fulcro delle Multinational Specialized Unit che opera in Iraq.
Ha partecipato con proprio personale all'operazione Enduring Freedom condotta dalla forza di pace internazionale in Afghanistan.